# Funiculaire de Petřín

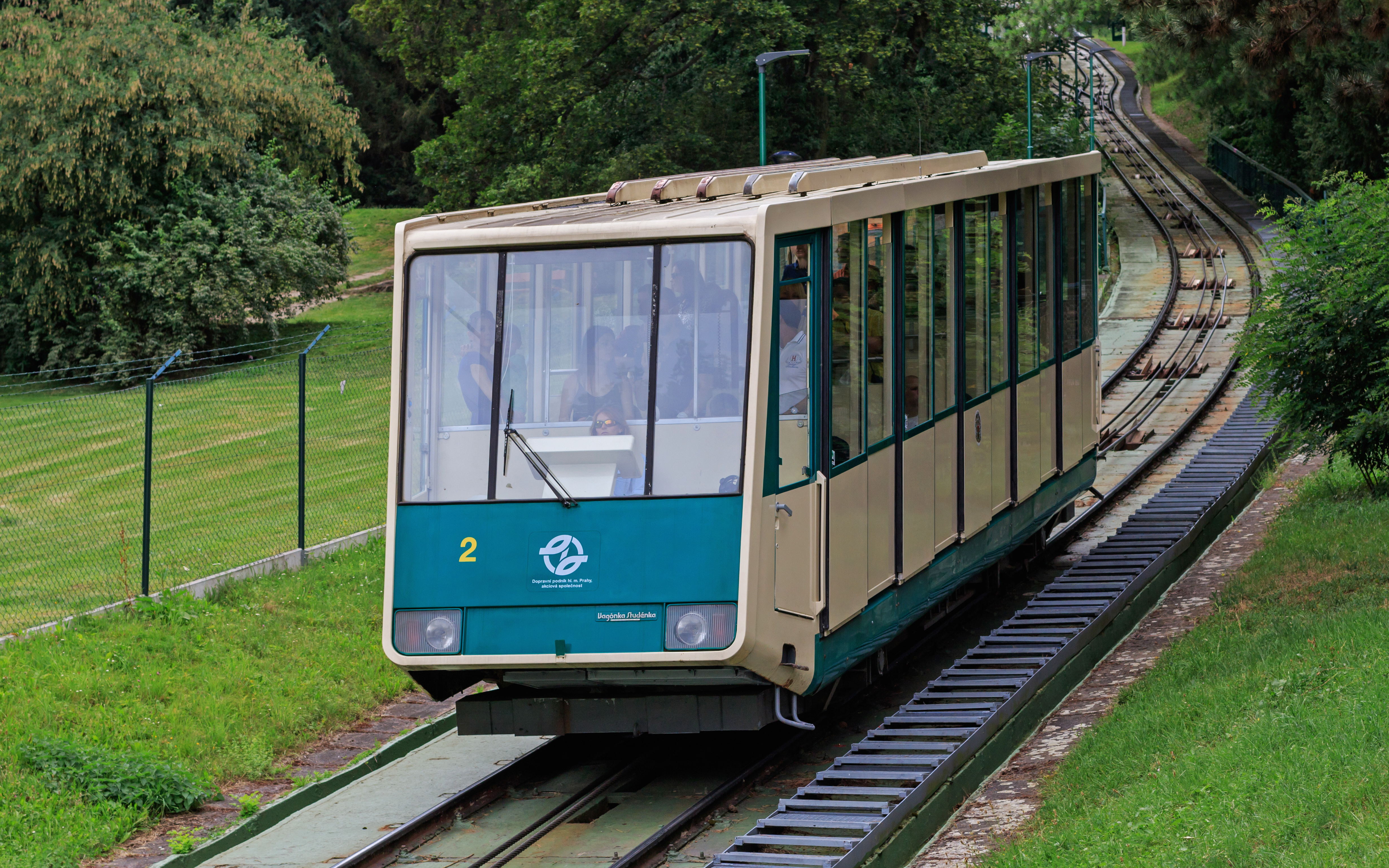
Une rame du funiculaire de Petřín

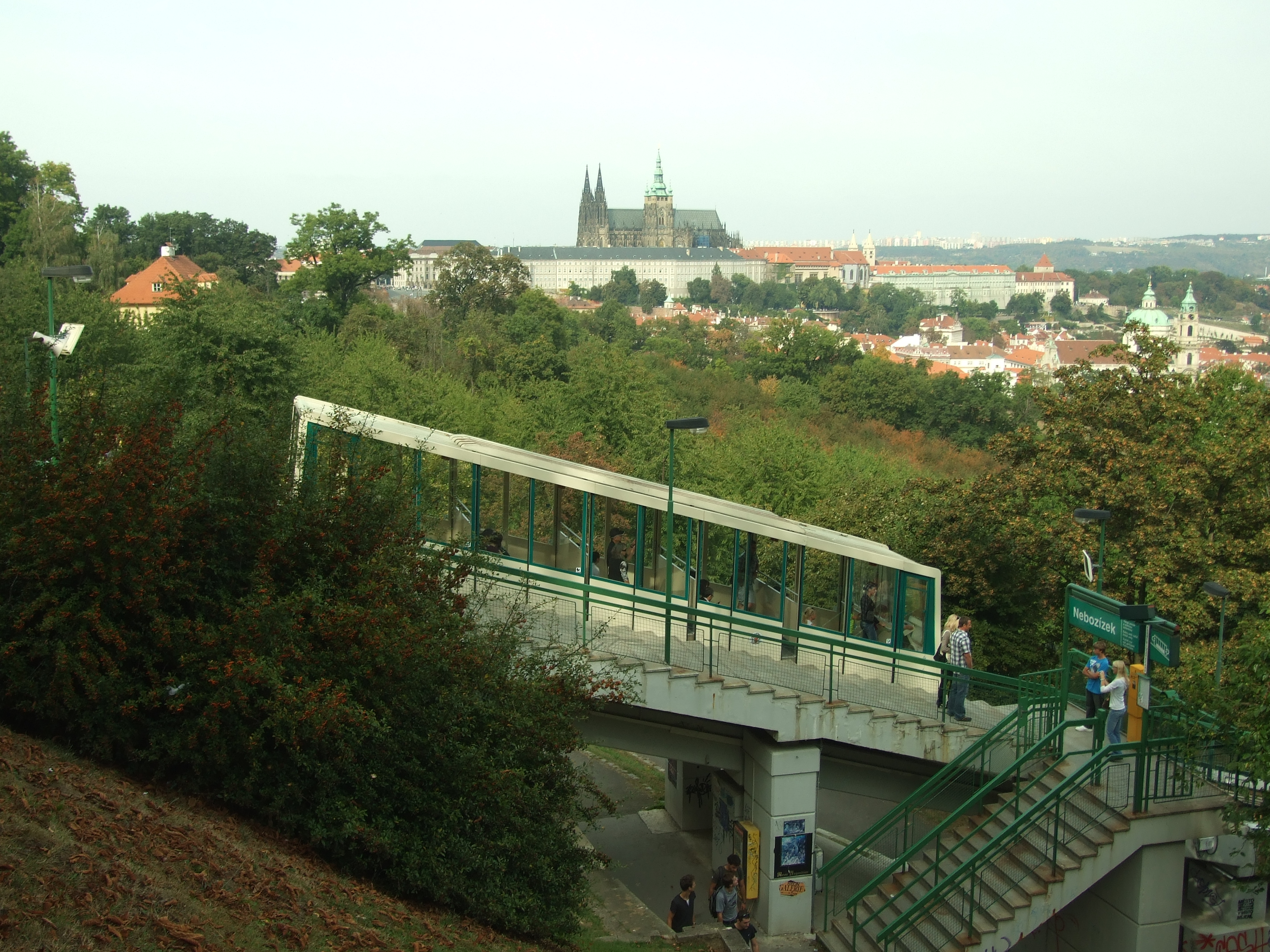
Station Nebozízek

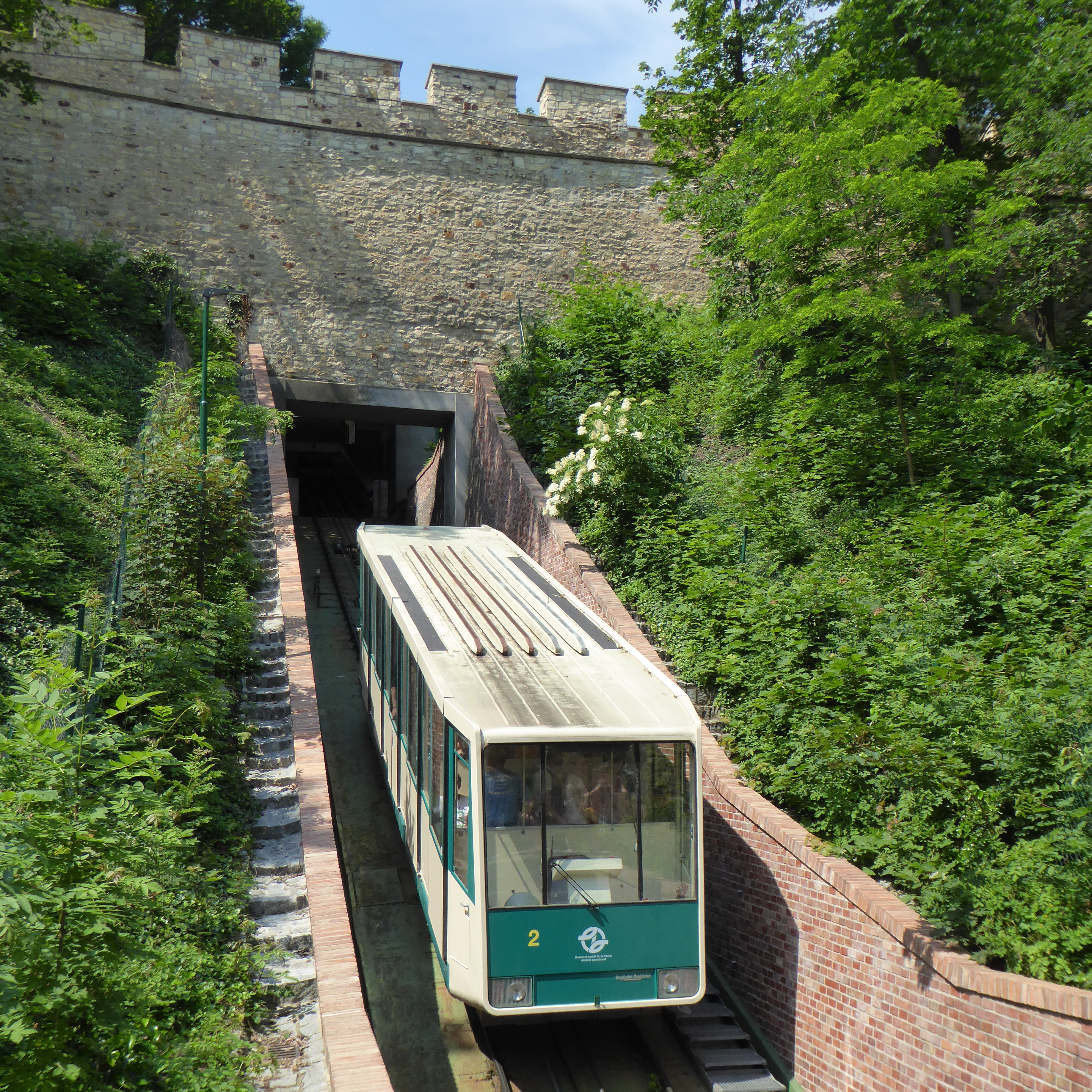
Le funiculaire passe à travers le Mur de la Faim

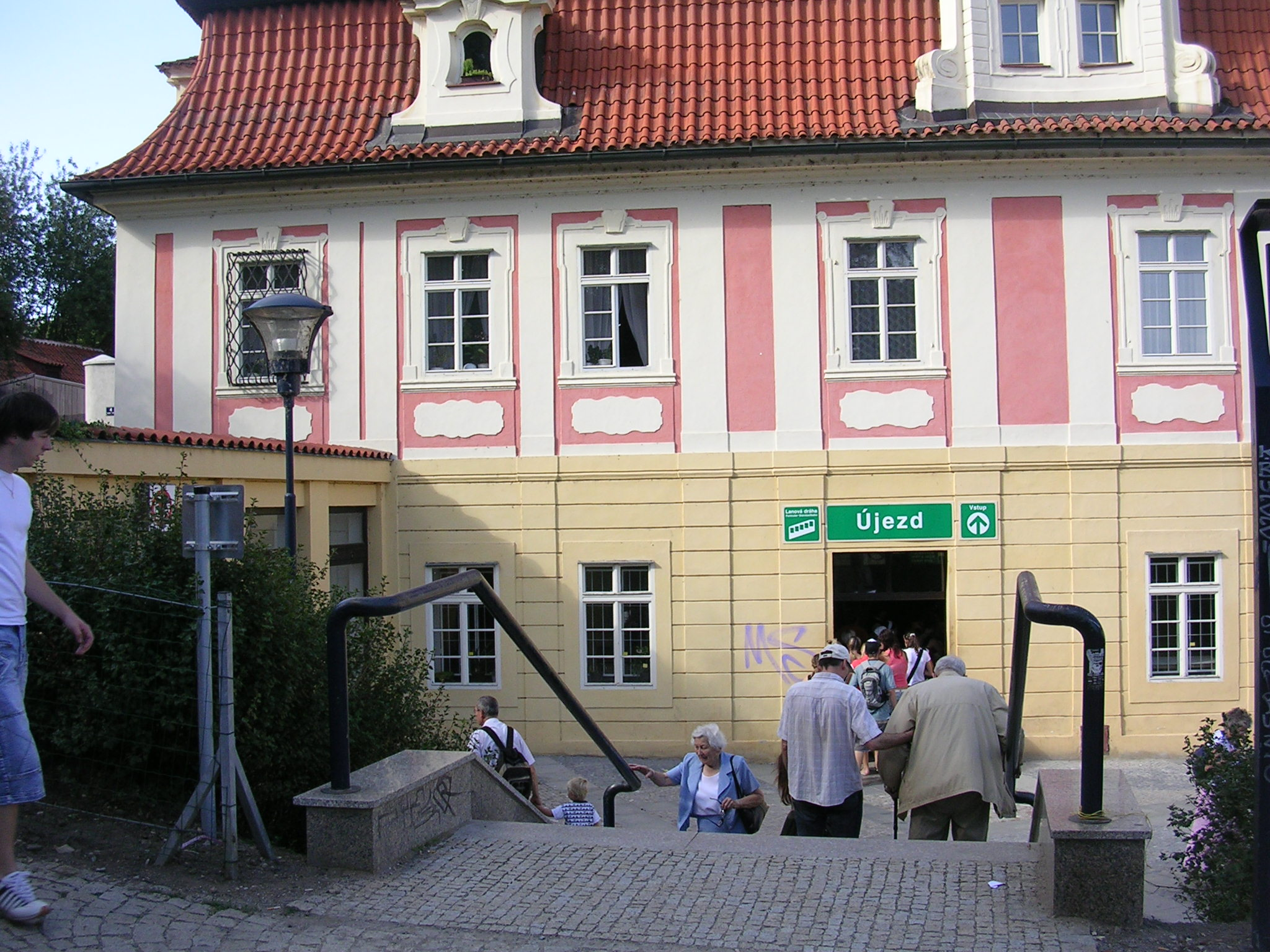
Station Újezd

Le funiculaire de Petřín est un funiculaire de la capitale tchèque, Prague. Il relie le quartier historique de Malá Strana au sommet de la colline de Petřín, d'où il tire son nom. Le funiculaire a trois arrêts: Újezd (au bas de la colline), Nebozízek (au milieu) et Petřín (en haut de la colline).

## Histoire
La ligne a été inaugurée en 1891, de type funiculaire à contrepoids d'eau avec une longueur de 383 mètres, et un écartement des rails de 1 000 mm. Cette ligne originelle a fermé avec le début de la Première Guerre mondiale en 1914, et n'a pas rouvert après la fin des hostilités. L'actuelle ligne, plus longue (510 m), a été inaugurée en 1932 avec un équipement totalement nouveau, et exploitée tout au long de la Seconde Guerre mondiale. Toutefois, un glissement de terrain en 1965 a causé l'interruption du service, qui n'a pas repris avant 1985. À l'époque, de nouvelles voitures ont été fournies et les rails ont été reconstruits, mais le mécanisme original conservé.
Bien que la conception et l'architecture des stations soient similaires au métro de Prague, le funiculaire est actuellement géré par la division de tramways de la compagnie de transport municipale.

## Paramètres
Le funiculaire a les paramètres techniques suivants :
- Longueur: 510 mètres
- Hauteur: 130 mètres
- Stations: 3
- Voitures: 2
- Pente maximale: 29.5%
- Configuration: une voie unique avec évitement
- Ecartement des voies: 1 435 mm
- Capacité: 101 passagers par voiture
- Traction: Électricité